# 自然資源保護局
自然資源保護局（英語：Natural Resources Conservation Service；縮寫：NRCS）是美國農業部的一個機構，旨在為農民和其他私人土地所有者提供技術援助。
自然資源保護局於1994年以前稱為土壤保護局（Soil Conservation Service；縮寫：SCS），在比爾·克林頓擔任美國總統期間更名，自然資源保護局是一個相對較小的機構，目前約有12,000名員工。其任務是通過與州和地方機構的合作來改善、保護和保存私人土地上的自然資源。雖然其主要關注點是農業用地，但它在土地測量、分類和水質改善方面做出了許多技術貢獻。